# آندریا راس
آندریا راس (زاده ۳ مه ۱۹۹۳) یک بازیگر سینما، تئاتر و تلویزیون اسپانیایی است. راس کار خود را با نقش‌های کوچک در سریال‌های تلویزیونی در کاتالونیا آغاز کرد.

## فیلم‌شناسی

### تلویزیون
- ال کور د لا سیوتات، در نقش ترزا، دو قسمت (۲۰۰۴)
- مار دوفون، در نقش سیلویا فوستر (۲۰۰۶–۲۰۰۷)
- شکارچیان انسان، به عنوان آریادنه، دو قسمت: عملیات چشم بسته (قسمت اول و دوم) (۲۰۰۸)
- ال اینترنادو، در نقش ماریا آلماگرو، سه قسمت (۲۰۰۸–۲۰۰۹)
- آگویلا روجا در نقش بلانکا (۲۰۱۰)
- مردان پاکو، در نقش آدلا (۲۰۱۰)
- آیدا، در نقش بگونا، یک قسمت: داستان دیوانه کننده و دیوانه کننده توپ دیوانه (۲۰۱۰)
- مردم خوب، در نقش ناتالیا «ناتا» (۲۰۱۱)
- پونتا اسکارلاتا، در نقش ویکتوریا «ویکی» پیکازو (۲۰۱۱)
- با الاغم در هوا، در نقش راکل، یک قسمت (۲۰۱۴)
- عشق جاودانه است، به عنوان Beatriz Arratia (2015)
- مارس د پلاستیک، در نقش ماریا دل مار «مار» سانچز آلمونیا (۲۰۱۵)
- اگر تو را ملاقات نکرده بودم، در نقش الیسا (۲۰۱۸)
- وحشت و منصفانه (۱ قسمت)
- سالوادور (۲۰۰۶)
- آرئی‌سی ۲ (۲۰۰۹)
- ال دیاریو د کارلوتا (۲۰۱۰)
- آرئی‌سی ۲ (۲۰۱۱)
- تنگو گاناس د تی (۲۰۱۲)
- منوی مزه (۲۰۱۳)
- در نهایت همه می‌میرند (۲۰۱۳)
- فینال (۲۰۱۵)
- این به نفع خود شماست (۲۰۱۷)
- قوانین ترمودینامیک (۲۰۱۷)
- چه کسی را با خود به یک جزیره متروک می‌برید؟ (۲۰۱۹)
- یک مایل کیلومتر از نویداد (۲۰۲۱)